# Piste de voix
La piste de voix ou piste vocale (de l'anglais : voice track) est une technique d'enregistrement pour des émissions radiophoniques préfabriquées. L'animateur radio pré-enregistre toutes ses interventions, qui sont ensuite diffusées aux emplacements convenus au sein d'un programme musical.
L'essor de la piste de voix fut directement lié au développement de l'automatisation de la radio dès le milieu des années 1990. Des logiciels à usage des stations tels que Selector, WinRadio, Rivendell ou Open Radio permettent de pratiquer le voice track.
La piste de voix ne consiste pas à enregistrer une émission dans les conditions du direct. Le principe du voice track est que l'animateur enregistre seulement ses interventions selon les indications du conducteur antenne de la radio. Les interventions sont ensuite insérées dans le système de diffusion. Le tout est ensuite mixé avec les différents éléments, la musique, les chroniques, les infos, automatiquement, en respectant l'ordre établi par la radio. Le programme est diffusé dans les conditions du direct sous forme de PAD.
Intérêts de la piste de voix pour les stations :
- Impression donnée d'une « présence » permanente à l'antenne d'un animateur même en période creuse (nuit ou week-end) ;
- Gain de temps pour l'animateur et l'entreprise ;
- Interventions perfectibles à souhait.

Certains animateurs se sont spécialisés dans la prestation de services pour des antennes différentes : grâce à la piste vocale, ils fournissent à diverses stations clientes des émissions clé en main. Les petites radios, musicales et locales, sont nombreuses à recourir à ce type de prestations. Cependant, de grandes stations y ont également recours, en particulier pour les nuits, les week-ends et les vacances. À l'inverse, certaines stations limitent ou refusent le recours aux pistes de voix car elles jugent que ce procédé déshumanise les émissions et leur fait in fine perdre en crédibilité.